# Paul Komboi
Paul Komboi (18 settembre 1976) è un ex calciatore papuano, di ruolo centrocampista.

## Carriera

### Nazionale
Ha debuttato in Nazionale il 12 marzo 2002, in Papua Nuova Guinea-Nuova Caledonia (4-1), gara in cui ha siglato la rete del momentaneo 1-0 al minuto 31. Ha partecipato, con la Nazionale, alla Coppa d'Oceania 2002. Ha collezionato in totale, con la maglia della Nazionale, 13 presenze e quattro reti.